# Comuna Holubivka, Novomoskovsk
Holubivka (în ucraineană Голубівка) este o comună în raionul Novomoskovsk, regiunea Dnipropetrovsk, Ucraina, formată din satele Holubivka (reședința), Troiițke și Voskresenivka.

## Demografie
Componența lingvistică a satului Holubivka
     Ucraineană (88,66%)
     Rusă (10,63%)
     Alte limbi (0,39%)
Conform recensământului din 2001, majoritatea populației satului Holubivka era vorbitoare de ucraineană (88,66%), existând în minoritate și vorbitori de rusă (10,63%).